# Мухаммед Омар
Мухаммед Омар, известный также как мулла Омар (пушту ملا محمد عمر‎; 1959 или 1962 — 23 апреля 2013) — основатель движения Талибан, 1-й эмир Исламского Эмирата Афганистан.

## Биография в ранние годы
Точная дата рождения неизвестна. По национальности пуштун, принадлежал к роду Хотаки группы племён гильзаи. Предположительно, родился в деревне Сингесар провинции Урузган (или в местечке Нодех в окрестностях Кандагара), выходец из семьи бедных крестьян. Получив только начальное мусульманское образование в местном медресе, после смерти отца остался в нём служить сельским муллой.
В середине 1970-х годов Мухаммед Омар с двухнедельным визитом посетил Пакистан, где проходил курс обучения исламской теологии в медресе Хаккания неподалёку от Пешавара (по другим источникам, — в религиозной школе города Кветта). С 1979 года принимал активное участие в начавшейся войне против советских войск и режима в Кабуле: примкнул к отрядам моджахедов. Сведения о нём как о самостоятельном полевом командире отсутствуют. По некоторым данным, он выступал в качестве заместителя командира боевых формирований исламистской партии Харакат-и инкилаб-и ислами Наби Мохаммади, по другим — состоял в отряде полевого командира Юнуса Халеса; существует информация, что он находится в числе сторонников вооружённой группировки ИОА Бурхануддина Раббани. Известно о его четырёх ранениях, в боях потерял один глаз. По одной из версий, получив это ранение, мулла Омар собственноручно вырезал ножом остатки глаза и зашил веко. Тем не менее, скорее всего, глаз был удалён в одной из больниц Пешавара.
После вывода советских войск в 1989 году мулла Омар стал имамом основанной им же мечети деревни Сангсар в округе Майванд западнее Кандагара.
Эмир Первого Исламского Эмирата Афганистан с 1996 по 2001 годы. За время своего правления Мухаммед Омар практически не покидал своей резиденции в Кандагаре, ставшей за эти годы неофициальной столицей Афганистана; в Кабуле он появлялся лишь четыре раза.
После событий 11 сентября правительство Талибана было свергнуто в результате военной экспансии НАТО в Афганистане, а мулла Омар скрылся. На протяжении трёх месяцев военные эксперты, политики и СМИ высказывали различные версии о том, куда и каким образом исчез глава Афганистана, пока в январе 2002 года в Пакистане корреспондентам издания «Newsweek» удалось взять интервью у бывшего шофёра муллы Кари Сахеба, который рассказал, как главе Талибана удался побег. По словам Сахеба, Омар до последнего дня отказывался покидать Кандагар и только накануне ввода в город американских подразделений согласился переехать в более безопасное место. Со слов бывшего водителя, из резиденции мулла выехал на рикше, затем пересел на обычный городской грузовик и скрылся в неизвестном направлении. После этого, очевидно, несколько дней он пробыл в подполье, перемещаясь по подвалам разных домов в различных городах, пока не укрылся у преданных ему людей, которые, вероятно, помогли мулле с выездом за рубеж. В 2004 году талибы, большая часть которых бежала в Пакистан, и попав на территорию пакистанского региона Вазиристан вытеснили оттуда местных племенных вождей и фактически захватили власть в этом регионе. Спустя два года, в 2006 году они провозгласили независимый Исламский Эмират Вазиристан.
По данным американской разведки, он скрывался в городе Кветта. За информацию, которая поспособствует его поимке, США обещали заплатить 10 млн долларов.

## Персональные данные
— Какое впечатление на вас произвел мулла Омар? 

— Великолепное. Чистейший человек. Богобоязненный.— Из интервью с Зелимханом Яндарбиевым, встречавшимся дважды с муллой Омаром в 2000 году
Бывший глава внешнеполитического ведомства Исламского Эмирата Афганистана Вакиль Ахмад Мутаваккиль, часто встречавшийся с муллой Омаром так отзывался о нём: «лучшими чертами муллы Омара являются его честность, совестливость, он был чист помыслами. Во время джихада он потерял один глаз. Он хороший воин».

### Внешний вид
Несмотря на бывший высокий статус Омара как фактического главы Афганистана и его особое положение в списке разыскиваемых террористов, о нём имеется очень мало достоверной информации. Сведения о внешности Омара, кроме того, что у него отсутствует правый глаз, противоречивы. За исключением одного, крайне смутного снимка сделанного в 1980-е годы, больше не существует ни одного фотоснимка или официального портрета, которые бы идентифицировали его как личность. Сам он никогда лично не встречался с журналистами и не давал прямых интервью. Крайне редкие аудиообращения муллы либо появлялись в Интернете, либо присылались в международные агентства новостей по факсу. Немногочисленные очевидцы, которым удалось воочию увидеть Омара, говорят, что лидер талибов производил внушительное впечатление: статный человек ростом выше среднего, с обезображенным лицом и длинной густой смоляной бородой; голову венчает чёрный тюрбан. Одеваться религиозный лидер предпочитал в традиционную для пуштунов одежду.

### Семья
У муллы Омара было четыре жены и четверо детей: два сына и две дочери. В 1999 году одна из дочерей погибла от взрыва бомбы, когда в ходе очередного покушения на самого лидера Талибана террористы устроили взрыв возле одного из его домов. Согласно другой версии, у него было пятеро сыновей. Вплоть до падения режима талибов считалось, что Усама бен Ладен и мулла Омар — родственники: якобы одна из четырёх жён муллы — единственная дочь бен Ладена. Однако бывший водитель Мухаммеда Омара Кари Сахеб в 2002 году категорически отверг эти слухи, сказав, что Омар женился в четвёртый раз только для того, чтобы избежать брака с дочерью Усамы и тем самым не связывать себя с ним родственными узами.

## Сообщения о смерти
23 мая 2011 года в ряде СМИ появилась информация о том, что мулла Омар ликвидирован недалеко от города Кветта в Пакистане (по пути из пакистанского города Кветта в приграничную с Афганистаном племенную область Северный Вазиристан).
Представитель спецслужб Пакистана сообщил, что мулла Омар уничтожен в результате атаки беспилотника. Японское агентство «Киодо» сообщило, что представитель талибов опроверг сообщение о смерти муллы Омара. Ранее в начале мая американский генерал Ричард Миллз заявил, что после ликвидации Усамы бен Ладена 2 мая 2011 года следующей целью американских спецназовцев может стать именно мулла Омар; тогда же министр иностранных дел Италии Франко Фраттини заявил, что после уничтожения бен Ладена следующим объектом антитеррористической борьбы является глава афганских талибов мулла Омар.
В июле 2015 года смерть Мухаммеда Омара впервые подтвердили спецслужбы Афганистана, сообщив, что он умер в 2013 году. Неназванный высокопоставленный член движения Талибан сообщил пакистанской газете, что Мухаммед Омар умер от туберкулёза. 30 июля 2015 года Талибан подтвердил смерть своего лидера.